# Robert Guillard
Pour les articles homonymes, voir Guillard.
Robert Guillard, né le 1er octobre 1919 à Ville-d'Avray et mort le 11 janvier 2013 à Denguin, est un explorateur polaire français, bras droit de Paul-Émile Victor sur le terrain pendant 30 ans. Il fait toute sa carrière aux Expéditions polaires françaises, en se spécialisant dans les raids en engins chenillés, contribuant ainsi à la découverte scientifique du Groenland et de la terre Adélie.

## Biographie

### Origines et formation

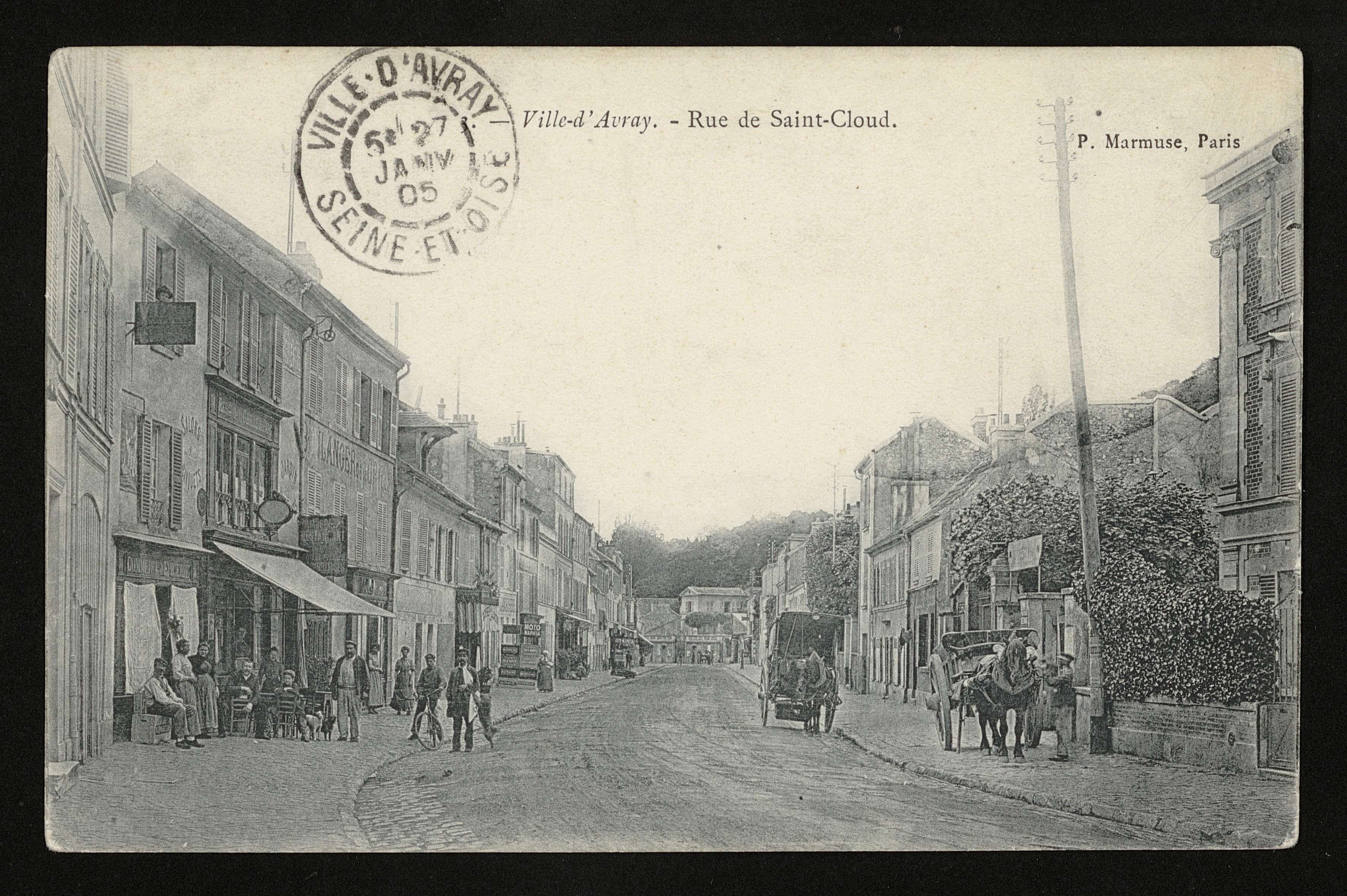
La rue de Saint-Cloud, à Ville-d’Avray, au début du XXe siècle. Les Guillard habitaient au 3e étage de la maison la plus élevée, sur la gauche de la rue (centre de la photo).

Robert Victor Guillard naît le 1er octobre 1919 au domicile de Félix Guillard, blanchisseur, et de son épouse Marthe, née Lécubin, repasseuse. Il est le premier enfant du couple, qui habite rue de Saint-Cloud, la principale rue commerçante de Ville-d’Avray, alors en Seine-et-Oise. Sa sœur Mauricette naît cinq ans plus tard. Les deux enfants n’ont que onze et six ans lorsque leur mère meurt d'une hémorragie cérébrale, et c’est une cousine qui vient alors les élever.
Au début des années 1920, Félix Guillard est devenu machiniste à la S.T.C.R.P., une société nouvellement créée pour unifier les transports en commun de surface dans la région parisienne. Le jeune Robert, qui suit dès douze ans une formation dans une école professionnelle de mécanique, est embauché à seize ans comme ajusteur dans la même société que son père. Il y répare les embrayages d'autobus, une bonne formation pour celui qui sera, quinze ans plus tard, le spécialiste des Weasel et de leurs chenilles capricieuses.
Mais Guillard est irrésistiblement attiré par l’aéronautique : il passe en 1938 son brevet de pilote, ainsi qu’un diplôme de mécanicien avion, avec l’ambition de devenir pilote professionnel. La Seconde Guerre mondiale vient bouleverser ce projet.

### La Seconde Guerre mondiale

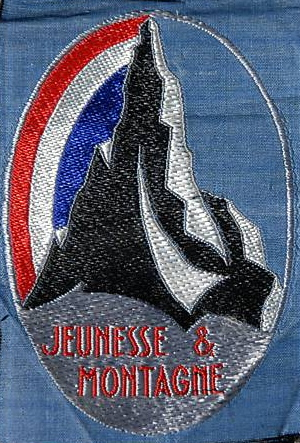
Insigne de « Jeunesse et Montagne »

Ne pensant malgré tout qu’à piloter, Guillard s'engage dans l'armée de l'air à Rochefort à l'âge de vingt ans. En juin 1940, les forces aériennes de l'Armée d'armistice se trouvent fortement réduites, et il finit par intégrer l'organisation « Jeunesse et Montagne » (J.M.), proche des Chantiers de la jeunesse française et contrôlée par l'armée de l'air de Vichy. Ce mouvement, destiné à offrir une formation alternative aux jeunes qui auraient voulu devenir aviateurs, est théoriquement vichyste, mais va vite devenir un vivier de dissidence.
Affecté tout d'abord en Vanoise puis en Bigorre, Guillard intègre en janvier 1942 l'école des cadres de J.M., à Pralognan puis à Montroc. C'est là, sous le commandement du lieutenant Robert Thollon, un aviateur hors pair, qu'il découvre véritablement l'alpinisme, la neige et la glace. Il côtoie à J.M. de futurs alpinistes chevronnés tels que Louis Lachenal, Lionel Terray ou Gaston Rébuffat, mais aussi des personnages hauts en couleur qui feront plus tard  carrière aux E.P.F., comme par exemple Gaston Rouillon, Robert Chauchon ou Camille Marinier.
Après la dissolution de J.M., exigée en mai 1944 par les Allemands, Guillard disparaît de Chamonix début juin 1944 pour gagner le Massif central : comme plusieurs dizaines de ses camarades, il suit dans le maquis de Pleaux (Cantal) le capitaine Thollon,. Avec la « colonne rapide no 6 » de Thollon, il  participe à la libération de Lyon. Dans les rangs de la 1re armée en tant que sous-lieutenant officier mécanicien, il prend alors part à la campagne d'Alsace et se voit attribuer la croix de guerre.
En 1945, l'École de haute montagne est reconstituée à Chamonix. Guillard y officie en tant que spécialiste des engins chenillés. Mais c'est en avril 1947, avec la rencontre fortuite de Paul-Émile Victor dans les Alpes autrichiennes lors d'un stage de skieur-parachutiste, que l'avenir de Guillard va se décider.

### Les Expéditions polaires françaises

#### Le Groenland
En février 1947, Victor est enfin parvenu à convaincre le gouvernement français de la nécessité de créer les Expéditions polaires françaises (E.P.F.), et de lui en confier la direction. Il se met à recruter une équipe opérationnelle. À ses yeux, Guillard a plusieurs atouts, dont son expertise en engins chenillés, et son expérience de parachutage d'armes acquise dans le maquis. Victor s'apprête en effet à se lancer dans l'exploration du Groenland central en utilisant des moyens logistiques plus modernes que les habituels raids en traîneaux à chiens.

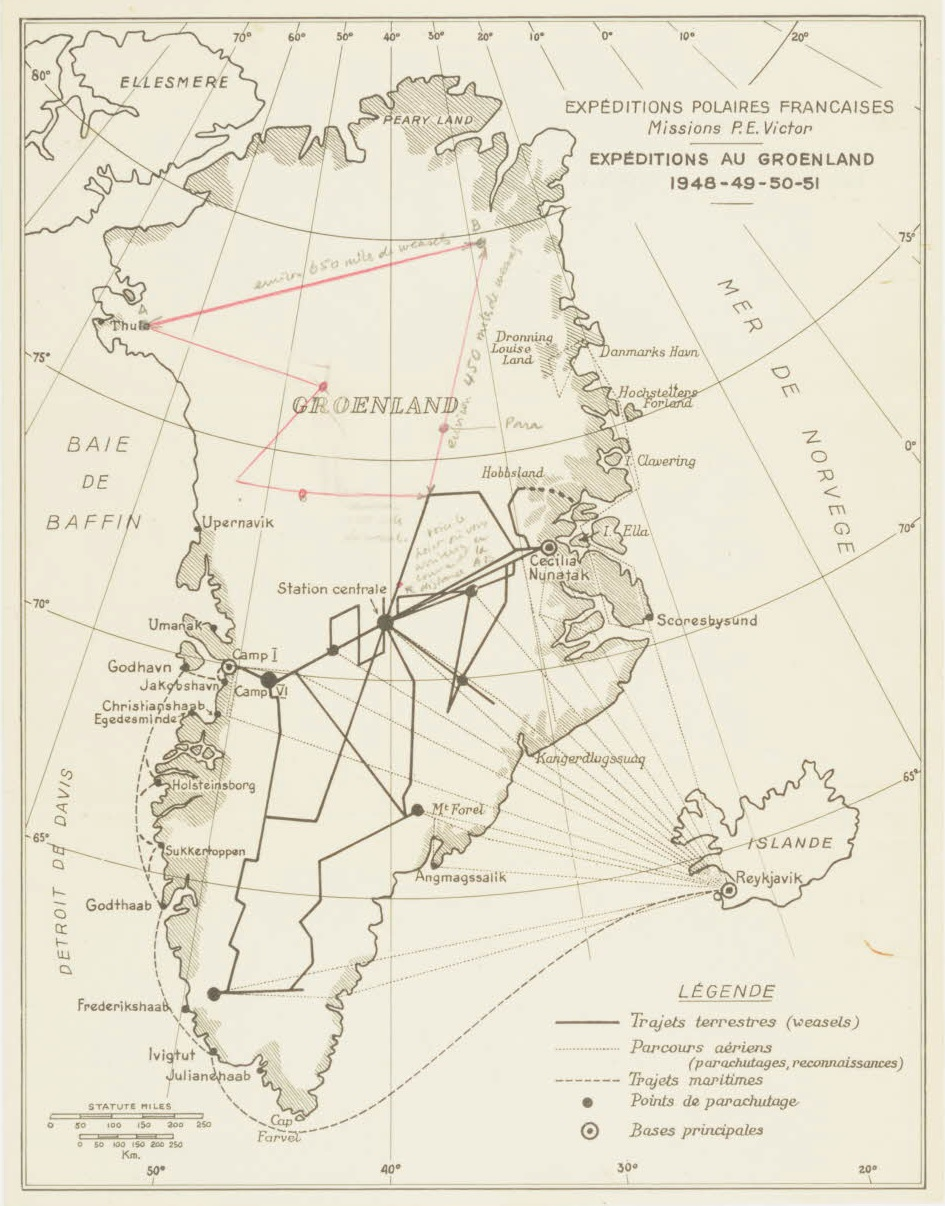
Carte des expéditions polaires françaises au Groenland de 1948 à 1951. Le raid prévisionnel de 1952 est indiqué en rouge de la main de Victor. Archives nationales.

Le 1er octobre 1947, le jour même de ses vingt-huit ans, Guillard est embauché. Il ne quittera les E.P.F. que 37 ans plus tard. Début juin 1948, il fait partie des 28 hommes qu'un cargo norvégien dépose devant le glacier Eqe, sur la côte ouest du Groenland, pour une mission préparatoire qui consiste à établir en moins de quatre mois une piste de 8 km reliant la côte à l'inlandsis. Cinq Weasel et un téléphérique permettent ainsi d'acheminer 43 tonnes de matériel à travers une zone montagneuse particulièrement accidentée,.
Guillard repart en avril 1949 avec les 34 membres de la deuxième expédition, dont sept doivent en sa compagnie passer l'hiver à la « station centrale » en plein centre du Groenland. Située à 3 000 m d'altitude, cette base est à construire de toutes pièces, durant le bref été boréal, en y transférant les 140 tonnes de fret qui se trouvent dans les cales du navire,. Cet hivernage à huit, effectué à des fins essentiellement météorologiques et glaciologiques dans un abri de 5 m sur 8 encavé dans la glace, est un des hauts faits des débuts des E.P.F. Relevé en juillet 1950, Guillard dirige alors la première traversée mécanisée du Groenland d'ouest en est, jusqu'au nunatak Cecilia. Il sillonne à nouveau l'inlandsis en tous sens l’été suivant, parcourant avec son groupe de six hommes et de trois Weasel 4 000 km dans des zones parfois dangereusement crevassées.
En 1952, les Expéditions polaires françaises ont terminé leurs raids et hivernages dans le centre et le sud du Groenland. Mais le nord reste encore inexploré. Victor profite de l'installation de la base de Thulé pour proposer aux Américains une démonstration de l'utilisation de véhicules chenillés dans un raid traversant le nord de l'île, de la côte ouest à la côte est. Il entraîne dans cette aventure Guillard et cinq autres vétérans. Lorsque ceux-ci débarquent à Thulé début juillet 1952, trois Weasel sont mis à leur disposition ; cinq militaires américains les accompagnent à bord de deux véhicules supplémentaires en tant qu'observateurs. En un mois et demi, le convoi va parcourir 3 000 km à 2 000 m d'altitude dans le nord de l'inlandsis dont l'épaisseur est sondée tous les 15 milles par sismique réflexion. L’année suivante, Guillard repart pendant plus de six mois au Groenland en tant qu’expert polaire pour entraîner à la survie les troupes navigantes américaines stationnées à Thulé.
Entre 1957 et 1968, Guillard retournera sept fois en campagne d'été au Groenland dans le cadre de l'Expédition glaciologique internationale au Groenland,. En 1959, il sera le maître-d'œuvre de la construction, entre la station centrale et le nunatak Cecilia, de la station Jarl-Joset que six hivernants (quatre Français, un Allemand et un Suisse) occuperont en 1959-1960.

#### La terre Adélie
Au début des années 1950, les E.P.F. s'étaient lancées à l'assaut de l'Antarctique, avec deux hivernages successifs à Port-Martin (est de la terre Adélie) — base détruite par un incendie en janvier 1952 — et un troisième hivernage à la base de Pointe-Géologie, un peu plus à l'ouest. L'Année géophysique internationale (A.G.I.) de 1957-1958 va permettre à Guillard de mettre à profit l'expérience acquise au Groenland.

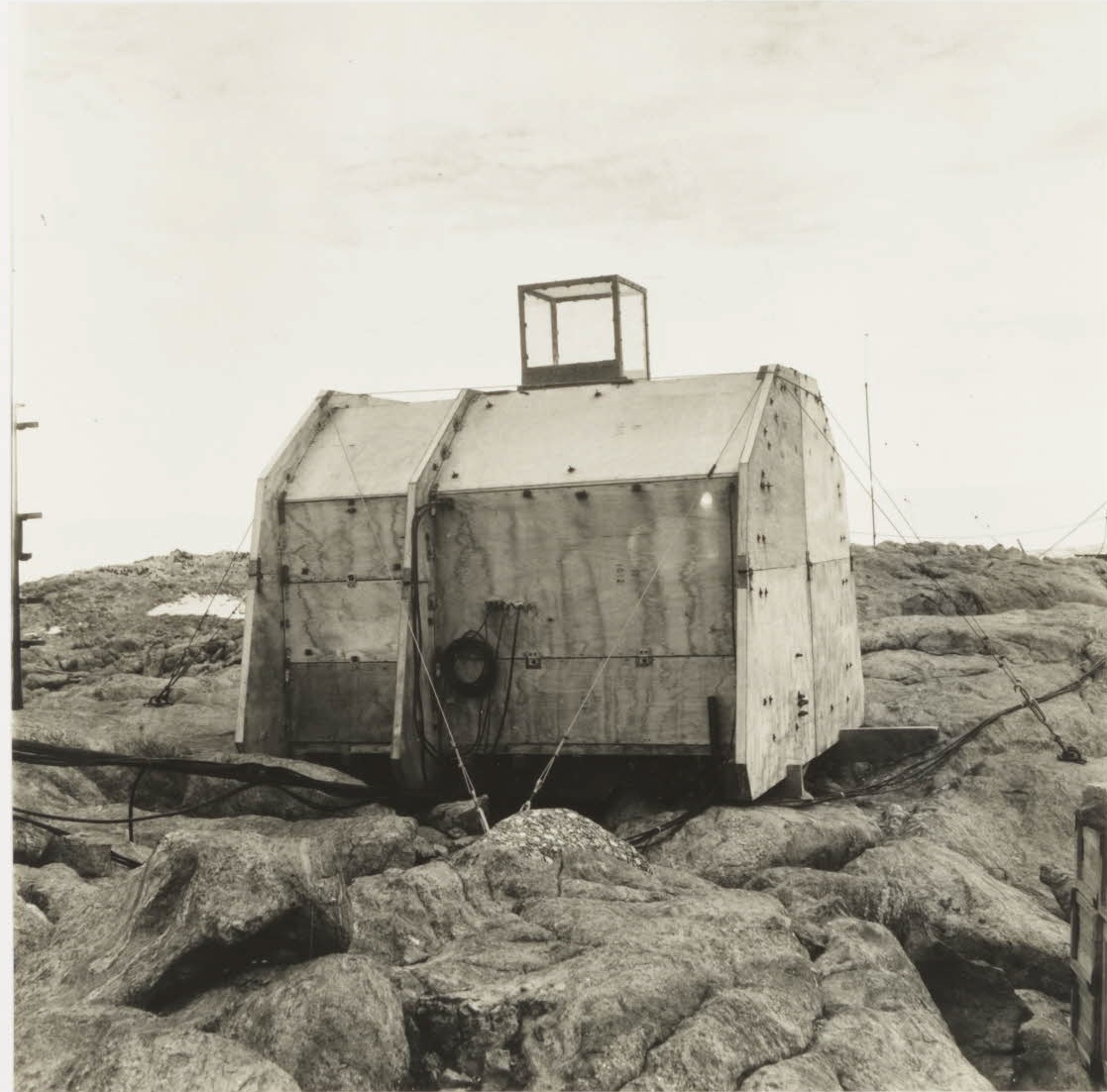
Abri utilisé à Dumont-d'Urville lors de l'A.G.I. (1957-1958) pour observer les aurores australes.

Il mène, de 1955 à 1957, l'expédition préparatoire de quatorze hommes chargée d'établir les deux bases prévues en terre Adélie pour les hivernages de l'A.G.I. : la base Dumont-d'Urville (alors dimensionnée pour vingt hivernants) et la petite base Charcot sur le continent antarctique (trois hivernants). Dès début avril 1956, les deux premiers bâtiments métalliques préfabriqués de Dumont-d'Urville sont implantés sur des pilotis d'acier sur les hauteurs de l'île des Pétrels,. Début octobre, au sortir de l'hivernage, Guillard part vers le sud avec six coéquipiers dans quatre véhicules chenillés. Ils mettent 120 jours, dans des conditions climatiques exécrables, pour parcourir 320 km sur la calotte antarctique et acheminer 17 tonnes de matériel jusqu'à 2 400 m d'altitude,. La base Charcot, mise en place dans la glace sous la forme d'une « baraque » de tôle hémicylindrique, va permettre deux hivernages successifs lors de l'A.G.I.,

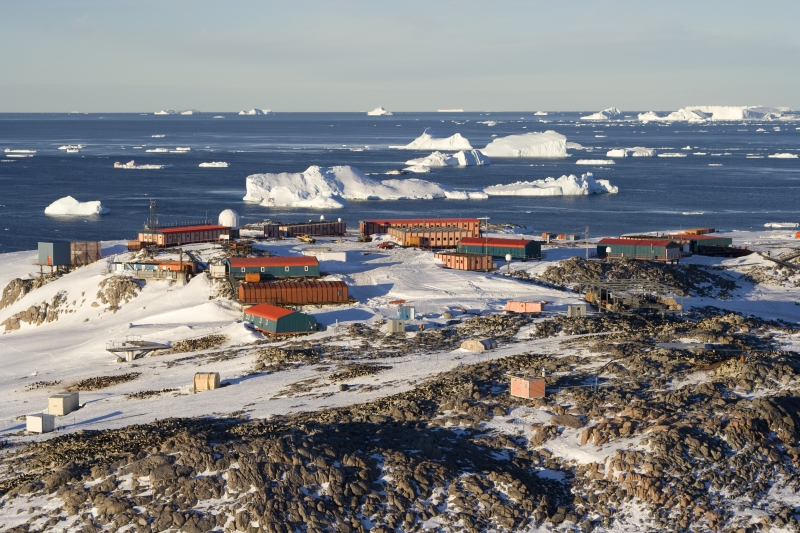
La base Dumont-d'Urville au début du XXIe siècle.

Lorsque Guillard quitte la terre Adélie en février 1957, la base Dumont-d'Urville compte deux bâtiments, un garage et une dizaine d'abris. Mais elle ne cessera de s'étendre et de s'enrichir de nouvelles constructions au fil des décennies. Entre 1962 et 1984, Guillard retournera quinze fois en terre Adélie lors de différentes campagnes d'été, et il supervisera l’édification des nouveaux bâtiments. Il effectuera également trois hivernages à Dumont-d’Urville en qualité de chef de district (1963, 1972 et 1977). Lorsqu'il prendra sa retraite en 1984, l'île des Pétrels comptera plus d'une douzaine de bâtiments dont un de deux niveaux, près d'une trentaine d'abris divers, un sondeur ionosphérique de 73 m de haut, un portique de débarquement, deux hélisurfaces, une route, et même un chemin de fer,.
En novembre 1971, Guillard prend également part, en tant que chef de raid, à la première expédition de l'International Antarctic Glaciological Project. L'objectif est de parcourir, depuis Dumont-d’Urville, 840 km sur la calotte antarctique en direction de la base soviétique de Vostok tout en menant un programme de géodésie et de glaciologie. Mais le projet est trop ambitieux. Un terrain très accidenté, un mauvais temps incessant et un accident d'avion ravitailleur contraignent à largement amputer le programme scientifique. Le raid parvient malgré tout à son but, situé à mi-distance de Dumont-d’Urville et de Vostok, mais après deux mois de calvaire,,.

### Vie privée
Entre ses premières expéditions au Groenland, Guillard trouve le temps de faire du bobsleigh, remportant un titre de champion de France et disputant les Jeux olympiques d'hiver de 1952 à Oslo (17e sur 18 en bob à deux),.
Il épouse Claude Betbeder le 17 mars 1955 à Clichy-la-Garenne. Leur fils Thierry naît peu de temps avant que Guillard ne parte pour son premier hivernage en terre Adélie.
Robert Pommier, qui a côtoyé Guillard lors du raid de 1952 dans le nord du Groenland, se souvient du petit carnet sur lequel celui qu’on surnommait « Tonton », « tour à tour montagnard, mécanicien, navigateur, quincaillier, épicier, psychiatre et diplomate », organisait ses expéditions. Selon lui, son « naturel plutôt bourru » dissimulait mal sa bienveillance. Robert Guillard, qui aimait confier qu’il avait un jour reçu dans un parachutage américain, en plein raid au milieu de l’Antarctique, une lettre venue de métropole ne portant que pour adresse « Tonton / Pôle Sud », meurt le 11 janvier 2013 à Denguin (Pyrénées-Atlantiques) à l’âge de 93 ans.

## Distinctions
- Commandeur de la Légion d'honneur[45]
- Officier de l’ordre de l'Étoile noire[46]
- Croix de guerre 1939–1945 avec citation[46]

## Hommages
- Le service postal des Terres australes et antarctiques françaises a émis en 2015 deux timbres multicolores (nos 722 et 723 Yvert et Tellier) le représentant en tant que chef des opérations au Groenland (1,05 €) et en terre Adélie (0,66 €).
- En terre Adélie, la station franco-italienne établie au cap André-Prud'homme, qui est utilisée en été par l’équipe de raid chargée de ravitailler la base Concordia, porte depuis 2016 le nom de « station Robert-Guillard »[47]. Cette station a fait l'objet en 2020 de deux timbres multicolores (nos 917 et 918 Yvert et Tellier) émis par le service postal des TAAF (1,05 € et 2,80 € respectivement).